# أوقست فروليش
أوقست فروليش (بالألمانية: August Froehlich) هو كاهن كاثوليكي ألماني، ولد في 26 يناير 1891 في خوجوف في بولندا، وتوفي في 22 يونيو 1942 في معسكر الاعتقال داكاو في ألمانيا.